# Marcel Speyer
Ernst Marcel Speyer (* 17. Februar 1893 in Nizza, Frankreich; † 20. Februar 1981 in Hamburg) war ein deutscher Fußballspieler.

## Karriere
Erste Spuren des Fußballers führen zum Halleschen FC 1896, mit dem Speyer 1917 als Kapitän die Mitteldeutsche Meisterschaft gewann.
Später gehörte Speyer dem Hamburger SV als Abwehrspieler an, für den er in Meisterschaften des Norddeutschen Fußball-Verbandes im Alsterkreis der Norddeutschen Liga, Punktspiele bestritt.

Die Victoria – Wanderpokal für den Deutschen Fußballmeister von 1903 bis 1944 – gewann der Hamburger SV erstmals 1923.

Er debütierte am 17. April 1922 gegen ABTS Bremen (4:0) in der Endrunde um die Norddeutsche Meisterschaft. Mit einem Punkt Vorsprung vor Holstein Kiel wurde der HSV Norddeutscher Meister. Durch den Erfolg war Speyers Verein erneut in der Endrunde um die Deutsche Meisterschaft vertreten; er selbst kam dort allerdings noch nicht zum Einsatz. Obwohl der Hamburger SV ins Finale gegen den 1. FC Nürnberg einzog und auch das Wiederholungsspiel keinen Sieger hervorbrachte, blieb – nicht zuletzt aufgrund des Verzichts seines Vereins – der Meistertitel vakant.
Als Sieger im Alsterkreis 1922/23, nunmehr in der Ligaklasse Groß-Hamburg, hervorgegangen, nahm er mit der Mannschaft erneut an der Endrunde um die Norddeutsche Meisterschaft teil. Über das erfolgreiche Qualifikationsspiel gegen Borussia Harburg, das erfolgreiche Viertelfinalspiel bei Eintracht Hannover und ein Freilos im Halbfinale, zog er mit dem Hamburger SV in das Finale ein. Das am 29. April 1923 im Stadion des Eimsbütteler TV gegen Holstein Kiel ausgetragene Finale wurde mit 2:0 gewonnen. In der sich anschließenden Endrunde um die Deutsche Meisterschaft 1922/23 kam Speyer in drei Spielen zum Einsatz. Sein Debüt gab er am 13. Mai 1923 beim 2:0-Viertelfinal-Sieg über den SV Guts Muts Dresden.
Nachdem er mit seiner Mannschaft auch das am 27. Mai in Stettin ausgetragene Halbfinale gegen den VfB Königsberg 3:2 gewonnen hatte, kam er auch im Finale zum Einsatz. Der Hamburger SV gewann das am 10. Juni 1923 im Deutschen Stadion von Berlin vor 64.000 Zuschauern ausgetragene Finale mit 3:0 gegen den SC Union Oberschöneweide.
Speyers weiterer Weg ist nicht bekannt, für den HSV trat er nicht mehr an. Beruflich war er Rundfunk- und Fernsehtechniker. Zu seinem 80. Geburtstag gab er 1973 einen Empfang im Haus des Sports in Hamburg. Marcel Speyer ruht auf dem Friedhof Ohlsdorf. Die Grabstätte im Planquadrat BK 67 (südwestlich von Kapelle 13) ist verwaist. 

## Erfolge
- Deutscher Meister 1923
- Norddeutscher Meister 1922, 1923